# Allianz im deutschen Transportwesen (Straßentransport)
Die Allianz im deutschen Transportwesen (Straßentransport) e.V. (kurz: A.i.d.T. e.V.) setzt sich für die Verbesserung der Arbeitsbedingungen von Berufskraftfahrern (BKF) im Bereich der Verkehrssicherheit ein. Gründer und Vorsitzender des in Solingen eingetragenen Vereins ist Udo Skoppeck.

## Geschichte
Der Vorläufer von der A.i.d.T. e.V. war die Actie in de Transport Germany, die am 22. Februar 2013 durch Initiative von Udo Skoppeck entstand und setzt sich für die Belange der deutschen BKF ein. Die „Actie“ ohne e.V., ist ein Zusammenschluss von Berufskraftfahrern (BKF) und kleinen Transportunternehmer, die mithelfen um die Forderungen der BKF zu verbessern und mit mehr Lobbyismus durchzusetzen, sowie den Beruf wieder attraktiver zu machen. Die im gewerblichen Güterkraftverkehr bekannte Actie in de Transport war der Vorläufer aus den Niederlanden und bedeutet: „Aktion im Transportwesen“. Die BKF aus den Niederlanden waren Initiator dieser internationalen Gruppierung, in denen sich mittlerweile BKF und auch Transportunternehmer der europäischen Länder zusammen durch das Internet verbunden haben, um etwas in der Branche zu verbessern. Diese Actie ohne eingetragenen Verein, gab es zwischenzeitlich auch noch in Dänemark, Belgien, Frankreich, Italien, Spanien, Schweden, Finnland und Österreich.
Die ursprüngliche „Gründungsversammlung“ zum e.V. fand am 22. Februar 2013 mit 12 Personen statt. Die Vereinsgründung wollten die zur Wahl stehenden BKF ursprünglich durch die „Übernahme“ eines existierenden nicht mehr aktiven Vereines umsetzen, was aus verschiedenen Gründen dann aber doch nicht Zustande kam.
Am 5. Januar 2014 wurde in einer neuen Gründungsversammlung der ursprünglich gewählte Vorstand mit neuer Satzung für den eingetragenen Verein „Allianz im deutschen Transportwesen (Straßentransport) e.V.“ (A.i.d.T. e.V.) durch die vorgeschriebene Mindestanzahl an Gründungsmitgliedern gewählt und bestätigt. Der Verein wurde dann mit diversen geforderten kleinen Nachbesserungen in der Satzung von dem anwesenden Mitgliedern beschlossen und beim Amtsgericht als A.i.d.T. e.V. im Vereinsregister in Solingen rechtswirksam eingetragen.

## Aufgabe
Zweck des Vereins ist:
- Information und Aufklärung für und von Kraftfahrern für ein rücksichtsvolles Miteinander im Straßenverkehr
- Förderung der Unfallverhütung im Straßenverkehr
- Bürgernähe schaffen, die zu einem besseren Miteinander und mehr Akzeptanz auf den Straßen führt
- Unterstützung von Menschen, die unverschuldet in Notlagen geraten sind (z. B. Spendenaktionen oder ehrenamtliche Hilfe von Vereinsmitglieder) durch die Aktion „A.i.d.T. e.V. hilft“
- aktive Förderung von Gemeinschaftlichkeit und somit die Image-Verbesserung des Berufsstandes Kraftfahrer in der Öffentlichkeit

## Struktur
Die A.i.d.T. e.V. Struktur ist folgendermaßen aufgestellt:
- „Allianz im deutschen Transportwesen (Straßentransport)“ e.V. –> Vereinsdach
- Aidt e.V. klärt auf = Aktionsgruppe –> Berufsimage/Aufklärung
- Aidt e.V. hilft = Aktionsgruppe –> Gemeinnützige Zwecke
- Fair KEP = Aktionsgruppe –> Belange der Kurier-Express-Paketdienstler
- Actie in de Transport Germany = Aktionsgruppe –> politische Forderungen

Die Aktionsgruppen treten mit eigenem Logo auf und können vom Verein mitverwaltet werden. Wenn es um Sponsoren und um die Öffentlichkeit geht, kann jede Actie-Gruppe für die jeweilige Aktion selbstständig auftreten. Damit soll erreicht werden, dass die politischen Ziele den anderen Aufgaben im Verein nicht im Wege stehen.
Der Verein „Allianz im deutschen Transportwesen“ ist nicht gleichzusetzen mit der „Actie in de Transport Germany“-Gruppe. Der Admin oder Arbeitsgruppen in Facebook, sind nicht der Vorstand. Wer als Bürger die Konstellation im Vorstand, Satzung, Struktur oder Beitrag in Ordnung findet und beachtet, kann dem Verein beitreten. Das hat keinerlei Konsequenzen in der Actie-Gruppe. Jeder BKF der sich in der „Actie“ einbringt, muss nicht im Verein sein. Umgekehrt muss nicht jeder BKF der eintritt in der politischen Sparte und / oder der Facebook-Gruppen aktiv mitwirken. Selbstverständlich wäre es wünschenswert, wenn viele Actie-visten eintreten würden, denn jeder Flyer, jede Aktion, jede Demo und Sicherheit-Aktionen kostete auch Geld, was zumindest teilweise über Spenden-Unterstützung und laut Satzung über den Verein besser finanzieren könnte.

## Tätigkeiten
Durch die BKF Initiative Actie in de Transport Germany (dt. „Aktion im deutschen Transportwesen“), die als nationale Idee im Februar 2013 in den Niederlanden gründete, hatten sich deutsche BKF und auch Transport-Unternehmer unter der Actie, als internationale Gruppierung schon sieben Mal zum Protest mit vielen LKW in deutschen Städten zusammen gefunden, um die Situation in der Branche richtig darzulegen, denn die Zeit für deutsche Transport-Unternehmer wäre ohne Kabotage-Beschränkung bereits abgelaufen, und im Wettbewerb im internationalen Fernverkehr könnten sie nicht überleben.
Protest mit LKW gab es in Berlin 1. Juni 2013, Köln 10. August 2013, Lübeck 31. August 2013, Dortmund 15. Oktober 2013, Aschaffenburg 16. November 2013, Dresden 22. März 2014 und Mannheim 17. Mai 2014.
Am 14. April 2014 konnten zwei Mitglieder der A.i.d.T. e.V. erkennen, dass es einen erheblichen Widerspruch gegen den in Brüssel von der EU-Kommission vorgelegten Bericht "COM(2014)222" für das Jahr 2014 an das EU-Parlament geben muss. Der Bericht über den Stand im gewerblichen Güterkraftverkehr, hatte unter anderem für die A.i.d.T. Actie-visten und Petenten: Udo Skoppeck und Gregor Ter Heide, ein sofortiges Eingreifen durch die sogenannte BKF Petition beim EU-Parlament und als Beschwerde bei der EU-Kommission erforderlich gemacht.

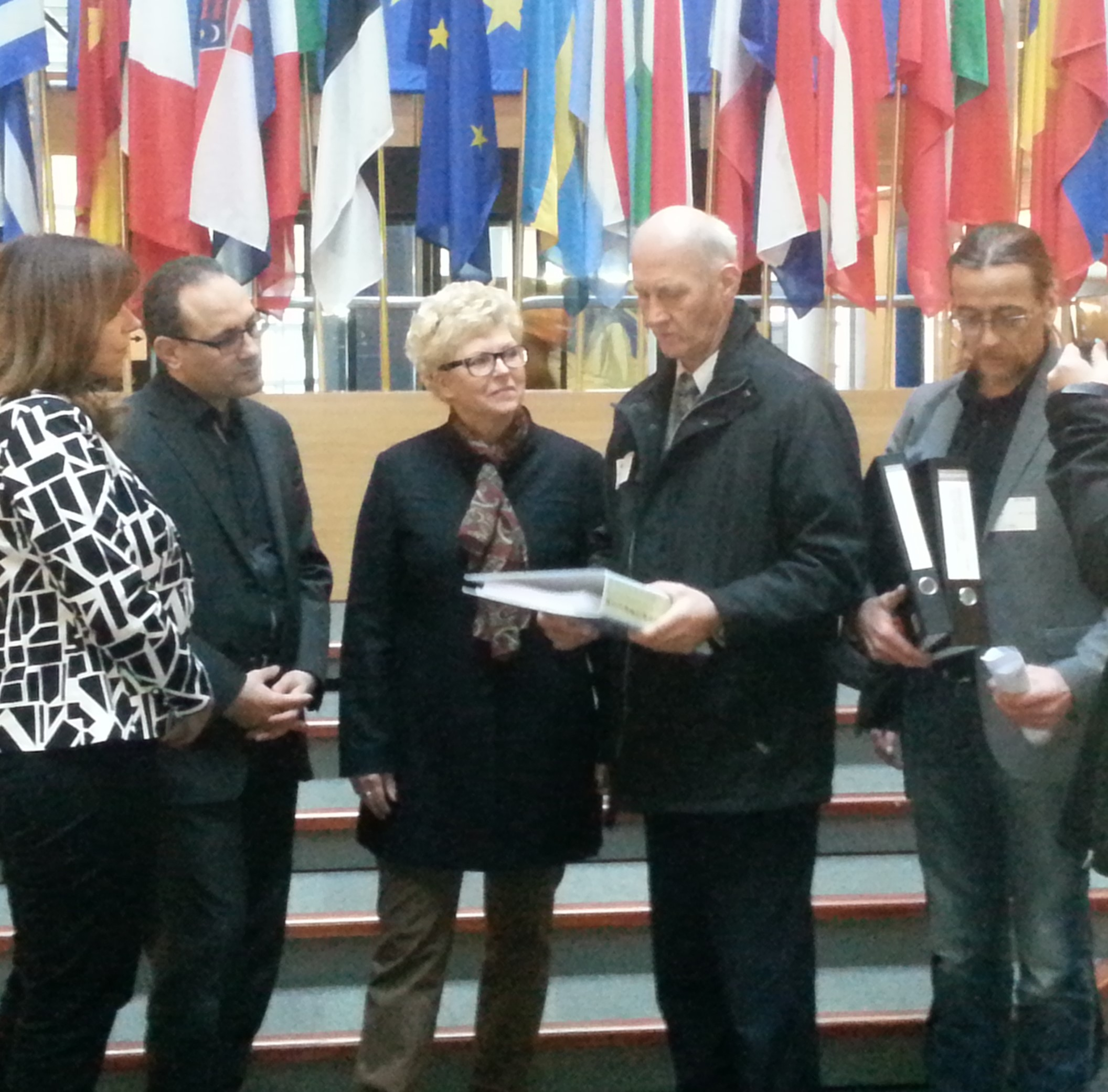
Übergabe der BKF-Petition Akten im Jahr 2014

In der BKF-Petition Nr. 2711/2014, waren die fünf folgende Forderungen beinhaltet:
1. Das Fahrerhaus muss einen verfügbaren Ruhe-Raum von 6 m² garantieren
2. Das Opt-out iZm. Arbeitsbereitschaft und Bereitschaftsdienst wird beendet
3. Die regelmäßige wöchentliche Ruhezeit muss am Lebensmittelpunkt sein
4. Eine EU-Tarifvertragsverordnung und ein EU-Tarifvertragsregister
5. Ein EU-weites Mindest-Gehalt für alle BKF von 12,- € pro Stunde

Es wurde in die Petition sehr ausführlich mit 160 a4 Seiten beinhaltet, dass bei der Harmonisierung in der EU der freie, gerechte und sichere Wettbewerb im gewerblichen Güterkraftverkehr in Zusammenhang mit menschenwürdigen Sozialvorschriften und Gehältern der BKF auch tatsächlich „gewährleistet“ werden muss, wobei dann erst die vollständige Kabotage Freigabe iZm. "Grund Nr. 5" der Verordnung (EG) Nr. 1072/2009 erfolgen kann. Seit dem Jahr 2014 war für jeden Insider der im gewerblichen Güterkraftverkehr tätig ist, ganz klar ersichtlich, dass die gemeinsame internationale Forderung durch eine BKF Petition und "BKF Beschwerde" eingereicht werden musste. Die gemeinsamen Forderungen der internationalen BKF war zusammen mit den Petenten, dass vor allem die Politik im Sinne des § 95 AEUV tätig zu werden muss, damit das enorme West-Ost-Gefälle mit den schlechten Frachtpreisen und niedrigen Gehälter, welche durch Öffnung vom Binnenmarkt entstanden sind, harmonisiert werden. Transportunternehmen und BKF, wenden sich weiterhin weder gegen die Kollegen oder Transportunternehmen aus den MOE-Staaten, sondern fordern gem. § 91 AEUV gleichen Bedingungen und Voraussetzungen, damit ein fairer Wettbewerb möglich ist. Die Kabotage sollte ab dem Jahr 2013 unter anderen aufgrund vom § 92 AEUV eigentlich gänzlich liberalisiert werden. Die Regelungen zur Kabotage sollten wirkungsvoller vom Bundesamt für den Güterverkehr (BAG) kontrolliert werden, was ohne einen elektronischen Frachtbrief (eCMR) nicht richtig möglich ist. Angesichts der starken Marktverschiebungen in Deutschland und der EU in den letzten Jahren, spricht sich u. a. auch die A.i.d.T. entschieden gegen eine weitere Liberalisierung der Kabotage-Verkehre aus. Zu einem gerechten Wettbewerb gehören auch gerechte Gehälter für alle BKF in der EU, da es ansonsten nur noch einen ruinösen Frachtpreis- und Gehalt-Wettbewerb gibt. Einzelne EU-Staaten können nach der Rs. EuGH C-184/13 vom 4. September 2014, keine Mindest-Fracht-Preise im gewerblichen Güterkraftverkehr vorschreiben, somit bleiben nur noch im Frachtpreis-Spielraum die niedrigen BKF-Gehälter übrig.

## Weitere Tätigkeiten
Beim Petitionsausschuss in Berlin wurde vom BKF Udo Skoppeck (A.i.d.T.) am 15. Dezember 2013 eine Online-Petition zur regelmäßigen wöchentlichen Ruhezeit Art. 8 (8) Verordnung (EG) 561/2006 eingereicht, die am 14. Januar 2014 schriftlich (postalisch) nachgereicht wurde. Am 13. Oktober 2015 wurde dem Vorsitzenden der A.i.d.T. e.V., Udo Skoppeck, mitgeteilt, das die Petition Pe-1-18-12-9302-003934 als Petition Nr. 47888, im Sinne der Actie in de Transport Germany beschlossen und als zweithöchste Stufe vom Verkehrsausschuss, dem deutschen Bundestag übergeben wurde. Erst nach der Veröffentlichung von Udo Schiefner (MdB), am 4. November 2015, schrieb Udo Skoppeck im Facebook:

„Danke an alle Actie-visten, die daran mitgewirkt haben und uns durch unsere Demos und Aktionen immer unterstützt haben. Die Geduld zahlt sich nun allmählich aus […] und Petitionen bringen doch was, nichts ist umsonst passiert!“

Zusätzlich zur EU-Petition 2711/2014, wurde die deutsche Petition Nr. 47888 bei der EU von Udo Skoppeck zur „regelmäßigen wöchentlichen Ruhezeit“ (rWRZ) am 3. Juni 2016 mit den jeweiligen Petition-Angelegenheiten in den EU-Petitionsausschuss (PETI) zur Antwort in die Ausschüsse EMPL und TRAN als EU-Petition 1254/2015 überwiesen. Die EU-Kommission wurde aufgefordert zu bestimmten Fragen Stellung zu nehmen. Diese Petition 1254/2015 zur „regelmäßigen wöchentlichen Ruhezeit“ (rWRZ) von 45 Stunden, wurde durch Beschluss vom EU-Parlament zurück nach Deutschland überwiesen und dort durch gesetzliche Änderung im "FPersG" § 8a (1) Nr. 2 / § 8a (2) Nr. 1 (BGBl. I S. 1214) am 24. April 2017 zum Art. 8 (8) Verordnung (EG) 561/2006, eingetragen.

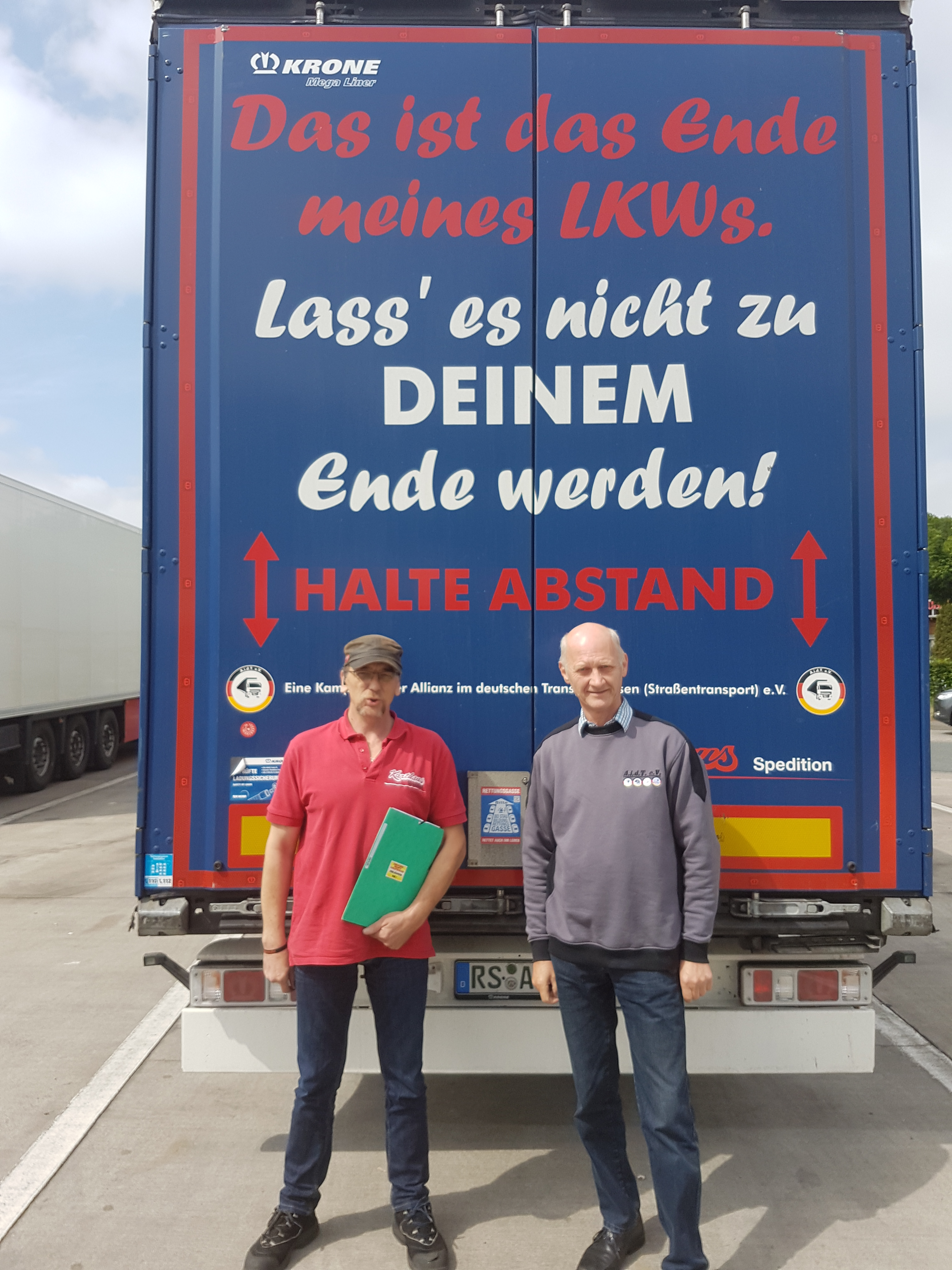
Udo Skoppeck / Gregor Ter Heide 18. Mai 2018

Vom 24. bis 27. September 2015 hatte die einfache Vereinigung von BKF als A.i.d.T. e.V. auch auf der NUFAM mit über 300 Ausstellern auf mehr als 60.000 m² sich öffentlich mit einem großen Messe-Stand präsentieren können. Auf der NUFAM waren zahlreiche Marktführer, das gesamte Leistungsspektrum: mit LKW und Auflieger bei der NUFAM in Karlsruhe. Zum ersten Mal in der „Geschichte der Nutzfahrzeugindustrie“, konnten einfache BKF mit ihren Verein einen eigenen Stand mit der Abstands-Kampagne präsentieren, um das die A.i.d.T. e.V. den Abstands-Hinweis auf der Auflieger-Hecktür den vielen BKF zeigen zu können. Damit konnte die Abstands-Kampagne der A.i.d.T. ein Erfolg werden und bei weiteren LKW-Aufliegern hinten aufgebracht werden. Auch im Jahr 2017 konnte dort die Abstands-Kampagne mit LKW inkl. Auflieger am Messestand präsentiert werden.
Zum 25. November 2015 wurde Udo Skoppeck von SPD-Mitgliedern des Verkehrsausschusses nach Berlin eingeladen, um bei der SPD-Fraktion über das Thema „Transport und Logistik am Limit“ zu sprechen. Dort konnten auch Udo Skoppeck und Gregor Ter Heide in der Arbeitsgruppe „Digitalisierung“, den „Digitalen Frachtbrief“ (eCMR) (35 a4 Seiten) erklären, der dann zum Schluss der Tagung, offiziell den zuständigen Politikern übergeben wurde.
Am 2. August 2016 hatte der A.i.d.T. e.V. Vorsitzende, Udo Skoppeck, eine Verfassungsbeschwerde in Karlsruhe beim Bundesverfassungsgericht, u. a. wegen des Rechts des BKF an Zu Hause und dem Fahrerhaus-Problem (5,25 m² / Standklimaanlage / Schallschutz) mit insg. 33 a4 Seiten, eingereicht, die zur Entscheidung BVerfG 1 BvR 279/17 angenommen wurde. Diese Verfassungsbeschwerde wurde mit Beschluss der Nicht-Entscheidung, in der Begründung, nicht dem Staat als Gesetzgeber, sondern theoretisch den Tarif-Partnern (ver.di / BGL), auferlegt. denn er kann den Gesetzgeber nicht zwingen, das Recht während der rWRZ an die Familie einzufordern.
Die A.i.d.T. e.V. "Abstands-Kampagne" konnte im Jahr 2016 bei der Rüssel-Truck-Show auf dem SVG Autohof Lohfelder Rüssel in Kassel mit einem Stand gezeigt werden. Im Stöffel-Park beim 6. Truckertreffen im Westerwald, konnte die A.i.d.T. e.V. mit einem großen Stand nun auch erstmals den Trixi-Spiegel an einer beweglichen Ampel-Anlage der Öffentlichkeit vorstellen und es war die Aktion gegen den Toten Winkel und die Abstands-Kampagne erstmals in der Öffentlichkeit gemeinsam zu sehen.

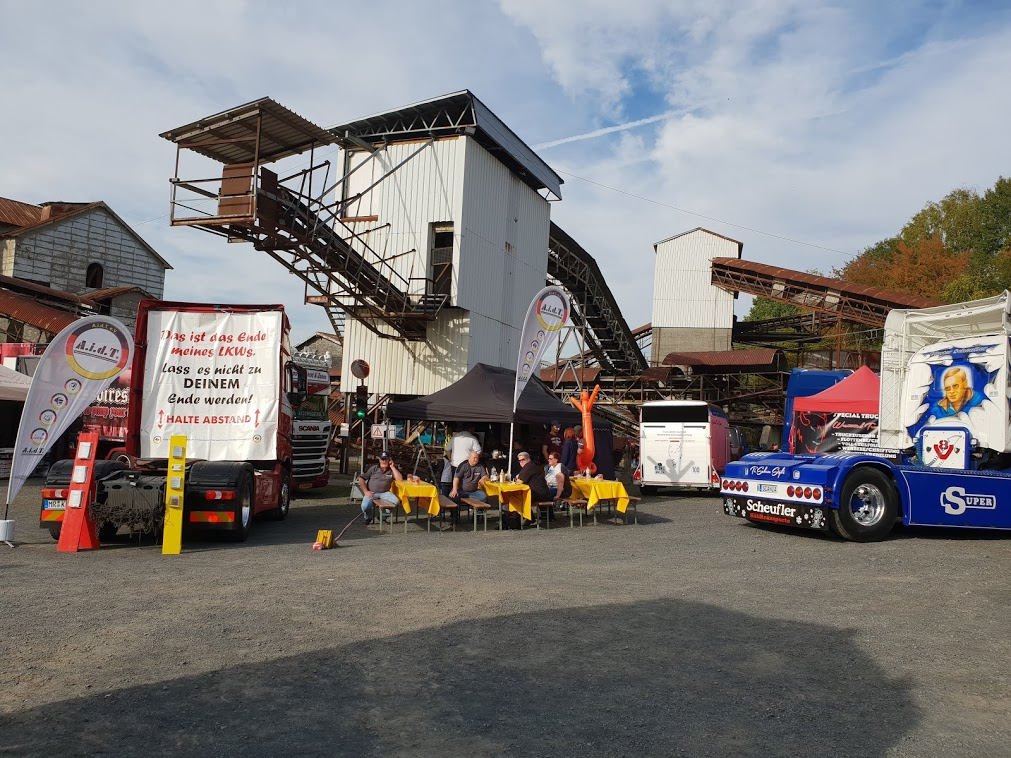
A.i.d.T. im Stöffel-Park 2018

Am 6. März 2017 konnte der A.i.d.T. e.V. Vorsitzende, Udo Skoppeck, in der 97. Sitzung vom Ausschuss für Verkehr und digitale Infrastruktur in Berlin, unter dem Vorsitz von Reinhold Sendker (MdB) eine Anhörung wegen der rWRZ ausführlich bewerkstelligen. Der Gesetzentwurf zum "FPersG (BT-Drs 18/10882) wurde am 8. März 2017 mit nur einer Enthaltung im Verkehrsausschuss verabschiedet. Der Bundestag hatte es am 9. März 2017 beschlossen und der Bundesrat auf der 956. Sitzung am 31. März.
Seit dem Jahr 2013 hatte es jedes Jahr eine Weihnachtsaktion der A.i.d.T. e.V. gegeben, wobei viele der Freunde und Mitglieder in ganz Deutschland mitmachten und selbstgebackene Plätzchen, Obst und Süßigkeiten-Tüten, den traurigen einsamen Fernfahrern / BKF aus den MOE-Staaten für die Weihnachtsfeiertage übergaben.
Auf der Jahreshauptversammlung 2018 vom Fachverband Güterkraftverkehr und Logistik Hessen e. V., wurde von der A.i.d.T. e.V. die Aktion „Trixi-Spiegel“ gegen den Toten Winkel beim Abbiegen der LKW durch aktive Aufklärung mit einer Ausstellungsampel mit angebauten Spiegel vorgeführt. Vom aktiven A.i.d.T. e.V. Mitglied Andreas Kernke wurde ein „Trixi-Spiegel“ für seinen Heimatort Emmerthal organisiert und zu diesem Zeitpunkt dort angebracht.

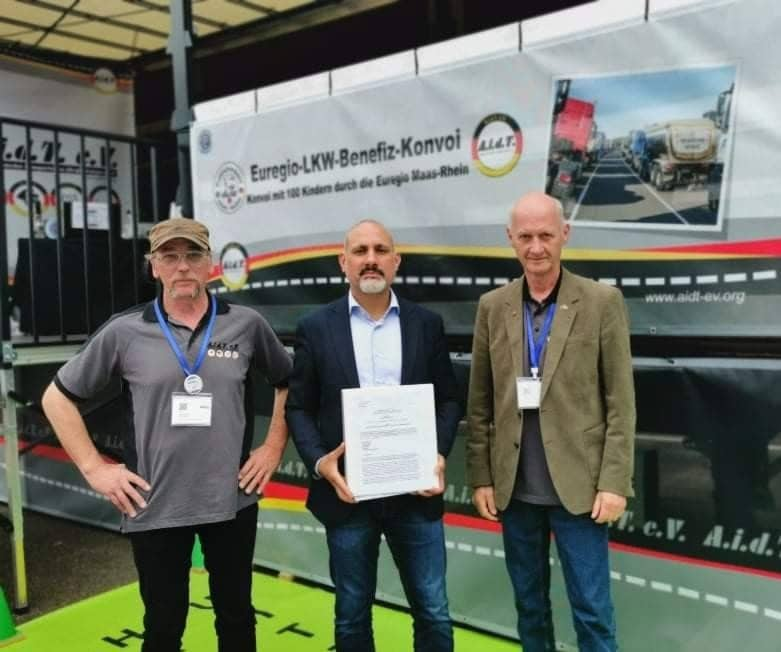
Akten Übergabe der EU-Petition an Ismail Ertug (Mitte) im Jahr 2021

Im EU-Parlament wurden auch etliche Petitionen von Udo Skoppeck für den Verein eingereicht:
1. EU-Petition 1254/2015 – regelmäßige wöchentliche Ruhezeit (rWRZ) zu Art. 8 (8) VO (EG) 561/2006 (am 3. Juni 2016, 33 Seiten; Ergebnis: positiv im FPersG)
2. EU-Petition 1448/2016 – ABA + Nichtbenutzung Digital Geräte (am 3. November 2016, 33 Seiten; Ergebnis: steht noch aus)
3. EU-Petition 0954/2017 – Art. 9 (3) VO (EG) 561/2006 (am 30. Oktober 2017, insg. 23 Seiten; Ergebnis: teils im "Mobilität Paket I" integriert)
4. EU-Petition 1052/2018 – Schnee-/Eis-Beseitigung Aufliegerdach (am 27. Oktober 2018, 13 Seiten; Ergebnis: Deutschland zuständig und deutsche Petitionsausschuss lehnte ab)
5. EU-Petition 0897/2019 – LKW-Stand-Klimaanlage (am 17. August 2019, 6 Seiten; Ergebnis: EU-Kommission lehnte ab)

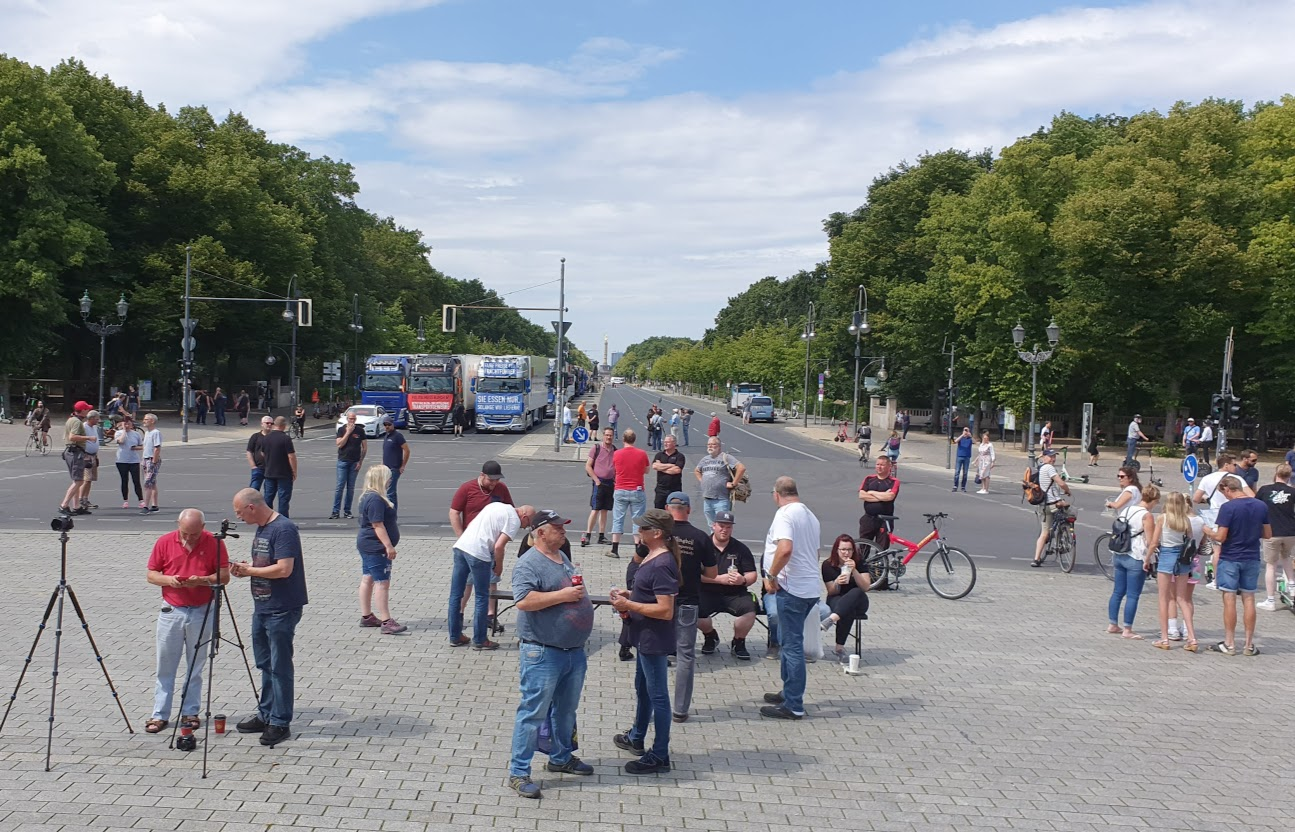
A.i.d.T. mit BLV Pro Initiative am Brandenburger Tor im Jahr 2020

Am 19. Juni 2020, am 24. Juli 2020 und am 25. März 2021 organisierte Udo Skoppeck von der A.i.d.T. zusammen mit dem Transport-Unternehmer der „BLV pro Initiative – Spedition und Logistik“ drei LKW Großdemonstrationen in Berlin, mit jeweils ca. 100 LKW. Das Thema waren unter anderem die Wettbewerbsverzerrungen durch die teils illegalen Kabotagen, die niedrigen Frachtpreise durch die Wettbewerber aus den 14 MOE-Staaten und dem elektronischen CMR-Frachtbrief (eCMR). Über 100 Lastwagen blockierten dabei jeweils die Straße des 17. Juni vor dem Brandenburger Tor in Berlin und es gab in Bundestag, sowie im Verkehrsministerium eine Übergabe vom Brandbrief.